# Bjarni Benediktsson (født 1970)
For Islands statsminister 1963–1970, se: Bjarni Benediktsson
Bjarni Benediktsson (født 26. januar 1970 i Reykjavík) er en islandsk jurist, børsmægler og politiker og Islands statsminister siden april 2024. 
Han var tidligere Islands statsminister fra januar 2017 til november 2017 og er formand for det konservative parti Selvstændighedspartiet.

## Karriere
Bjarni Benediktsson er uddannet jurist fra Universitetet i Reykjavik 1995 og som børsmægler í Miami i USA og blev certificeret børsmægler 1998. Han blev valgt til Altinget i 2003. I 2009 valgtes han til partiformand for Selvstændighedspartiet, hvor han efterfulgte Geir Haarde på posten.
Han ledede sit parti, der var Islands førende frem til bankkrisen i 2008, til et comeback ved altingsvalget i april 2013. Efter at de borgerlige partier vandt altingsvalget i 2013, blev Bjarni Benediktsson finans- og økonomiminister i en regering under ledelse af statsminister Sigmundur Davíð Gunnlaugsson fra Fremskridtspartiet.
Da Katrín Jakobsdóttir i april 2024 trådte tilbage som statsminister, overtog Benediktsson, der var udenrigsminister i hendes regering, igen posten som statsminister.